# 篠インターチェンジ
篠インターチェンジ（しのインターチェンジ）は、京都府亀岡市篠町篠上長尾にある、京都縦貫自動車道のインターチェンジである。
西日本高速道路関西支社亀岡高速道路事務所が併設されている。

## 歴史
- 1988年（昭和63年）2月17日 : 亀岡IC - 沓掛IC間が、一般国道9号 老ノ坂亀岡道路として開通[注釈 1]。
- 1993年(平成5年)4月1日 : 千代川IC - 沓掛IC間が、国道9号から国道478号に変更され、それに伴い起点と終点が入れ換わる。
- 1996年（平成8年）4月27日 : 一般国道9号 老ノ坂亀岡道路の名称が、京都縦貫自動車道（京都丹波道路）に変更。
- 1997年度（平成9年度） : 篠ICがフルインターチェンジ化。
- 2005年（平成17年）10月1日 : 道路関係四公団民営化により、京都丹波道路の保有を、独立行政法人 日本高速道路保有・債務返済機構に、管理を西日本高速道路株式会社に移管。
- 2010年（平成22年）6月28日 : 京都丹波道路で高速道路無料化社会実験が開始[1]。
- 2011年（平成23年）6月20日 : 政府が東北地方太平洋沖地震（東日本大震災）の復旧・復興費用をまかなうため、0時をもって高速道路無料化社会実験が一旦終了し、一時凍結される[2]。

## 周辺
- 篠村八幡宮
- 亀岡市立東輝中学校

## 接続する道路
- 亀岡市道篠ランプ9号線

## 料金所
- ブース数 : 4

### 入口
- ブース数 : 2

2ブースともETC専用および一般またはETC・一般の可変式ブース

### 出口
通行券により通行料金を収受するが、丹波IC方面からは篠TB横にある第一料金所にて通行券を発券する。
- ブース数 : 2

2ブースともETC専用および一般またはETC・一般の可変式ブース（うち1つは精算機あり）

## 隣
E9 京都縦貫自動車道（京都丹波道路）
(13)亀岡IC - 篠TB - (14)篠IC - (15)沓掛IC